# Jana Fett
Jana Fett (Zagabria, 2 novembre 1996) è una tennista croata.

## Carriera
Vincitrice di 9 titoli in singolare e 5 titoli in doppio nel circuito ITF, il 30 novembre 2017 ha raggiunto la sua migliore posizione nel singolare WTA, la 97ª. Il 21 maggio 2018 ha raggiunto il miglior piazzamento mondiale nel doppio alla posizione n°348.

## Circuito WTA 125

### Singolare

#### Sconfitte (1)
| N. | Data            | Torneo                      | Superficie  | Avversaria in finale | Punteggio |
| 1. | 5 novembre 2023 | Dow Tennis Classic, Midland | Cemento (i) | Anna Kalinskaja      | 5-7, 4-6  |

## Statistiche ITF

### Singolare

#### Vittorie (9)
| Torneo $100.000 (1) |
| Torneo $80.000 (0)  |
| Torneo $75.000 (1)  |
| Torneo $60.000 (1)  |
| Torneo $50.000 (0)  |
| Torneo $40.000 (0)  |
| Torneo $25.000 (2)  |
| Torneo $15.000 (2)  |
| Torneo $10.000 (2)  |

| N. | Data             | Torneo                                      | Superficie    | Avversaria in finale      | Punteggio        |
| 1. | 31 agosto 2014   | Ostrava Open, Ostrava                       | Terra rossa   | Lenka Kunčíková           | 6–4, 6–3         |
| 2. | 22 dicembre 2014 | ITF Women's Circuit Istanbul, Istanbul      | Cemento (i)   | Ol'ha Iančuk              | 6–2, 6–4         |
| 3. | 6 aprile 2015    | Open GDF SUEZ de Bourgogne, Digione         | Cemento (i)   | Marianna Zakarljuk        | 6–3, 6–4         |
| 4. | 2 novembre 2015  | AEGON Pro Series Loughborough, Loughborough | Cemento (i)   | Cristiana Ferrando        | 6–2, 6–1         |
| 5. | 29 novembre 2015 | Dunlop World Challenge, Toyota              | Sintetico (i) | Luksika Kumkhum           | 6–4, 4–6, 6–4    |
| 6. | 6 novembre 2022  | Empire Women's Indoor, Trnava               | Cemento (i)   | Natália Szabanin          | 6-3, 6-2         |
| 7. | 27 agosto 2023   | Vigo Women Tenis Tour, Vigo                 | Cemento       | Lesley Pattinama Kerkhove | 6(5)-7, 6-3, 6-1 |
| 8. | 6 aprile 2024    | Split Open, Spalato                         | Terra rossa   | İpek Öz                   | 6-0, 6-4         |
| 9. | 28 aprile 2024   | Oeiras CETO Open, Oeiras                    | Terra rossa   | Panna Udvardy             | 6-0, 6-2         |

#### Sconfitte (5)
| Torneo $100.000 (0) |
| Torneo $80.000 (0)  |
| Torneo $75.000 (0)  |
| Torneo $60.000 (1)  |
| Torneo $50.000 (0)  |
| Torneo $40.000 (0)  |
| Torneo $25.000 (3)  |
| Torneo $15.000 (0)  |
| Torneo $10.000 (1)  |

| N. | Data              | Torneo                               | Superficie  | Avversaria in finale   | Punteggio     |
| 1. | 14 settembre 2014 | Bluesun Bol Ladies Open, Bol         | Terra rossa | Iva Mekoveć            | 4–6, 1–6      |
| 2. | 31 ottobre 2015   | Republican Girls, Istanbul           | Cemento (i) | Ivana Jorović          | 3-6, 5-7      |
| 3. | 25 novembre 2019  | Topspin Energy Cup, Solarino         | Sintetico   | Giulia Gatto-Monticone | 6-2, 3-6, 5-7 |
| 4. | 17 aprile 2022    | Nottingham Tennis Centre, Nottingham | Cemento     | Eudice Chong           | 2-6, rit.     |
| 5. | 29 ottobre 2023   | Tevlin Women's Challenger, Toronto   | Cemento (i) | Marina Stakusic        | 6-3, 5-7, 3-6 |

### Doppio

#### Vittorie (5)
| Torneo $100.000 (0) |
| Torneo $80.000 (0)  |
| Torneo $75.000 (0)  |
| Torneo $60.000 (0)  |
| Torneo $50.000 (0)  |
| Torneo $40.000 (0)  |
| Torneo $25.000 (2)  |
| Torneo $15.000 (0)  |
| Torneo $10.000 (3)  |

| N. | Data             | Torneo                                                          | Superficie  | Compagna              | Avversarie in finale                | Punteggio            |
| 1. | 31 marzo 2014    | Jolie Ville Golf Women's, Sharm el-Sheikh                       | Cemento     | Ol'eksandra Korašvili | Ola Abou Zekry Mayar Sherif         | 6–4, 7–5             |
| 2. | 18 agosto 2014   | Vinkovci Open, Vinkovci                                         | Terra rossa | Adrijana Lekaj        | Lilla Barzó Ágnes Bukta             | 6–3, 7–5             |
| 3. | 22 dicembre 2014 | ITF Women's Circuit Istanbul, Istanbul                          | Cemento (i) | Adrijana Lekaj        | Ayla Aksu İpek Soylu                | 6–3, 6–4             |
| 4. | 23 ottobre 2016  | Hamanako Tokyu Cup, Hamamatsu                                   | Sintetico   | Ayaka Okuno           | Hsu Chieh-yu Justyna Jegiołka       | 4–6, 7–6(5), [12–10] |
| 5. | 12 maggio 2019   | Torneo Internacional de Tenis Femenino Ciudad de Monzón, Monzón | Cemento     | Dalma Gálfi           | Despina Papamichail Nina Stojanović | 7-6(2), 6-2          |

#### Sconfitte (5)
| Torneo $100.000 (0) |
| Torneo $80.000 (0)  |
| Torneo $75.000 (0)  |
| Torneo $60.000 (0)  |
| Torneo $50.000 (0)  |
| Torneo $40.000 (0)  |
| Torneo $25.000 (3)  |
| Torneo $15.000 (0)  |
| Torneo $10.000 (2)  |

| N. | Data             | Torneo                            | Superficie  | Compagna       | Avversarie in finale              | Punteggio           |
| 1. | 12 aprile 2013   | Bluesun Bol Ladies Open, Bol      | Terra rossa | Bernarda Pera  | Barbora Krejčíková Polina Lejkina | 3–6, 3–6            |
| 2. | 21 marzo 2015    | Collector Oslo Open, Oslo         | Cemento (i) | Adrijana Lekaj | Justyna Jegiołka Eva Wacanno      | 1–6, 1–6            |
| 3. | 30 ottobre 2015  | Republican Girls, Istanbul        | Cemento (i) | Cristina Dinu  | Başak Eraydın Polina Lejkina      | 5-7, 7-6(2), [5-10] |
| 4. | 23 febbraio 2019 | AEGON Pro Series Glasgow, Glasgow | Cemento (i) | Freya Christie | Lesley Kerkhove Anna Zaja         | 3-6, 6-3, [3-10]    |
| 5. | 4 ottobre 2020   | Porto Open, Porto                 | Cemento     | Erin Routliffe | Jamie Loeb Ana Sofía Sánchez      | 6-2, 3-6, [8-10]    |

## Grand Slam Junior

### Singolare

#### Sconfitte (1)
| Tornei del Grande Slam  |
| ----------------------- |
| Australian Open (1)     |
| Open di Francia (0)     |
| Torneo di Wimbledon (0) |
| US Open (0)             |

| N. | Data            | Torneo                     | Superficie | Avversario in finale | Punteggio |
| 1. | 25 gennaio 2014 | Australian Open, Melbourne | Cemento    | Elizaveta Kuličkova  | 2-6, 1-6  |